# 金格角
73°35′S 166°37′E / 73.583°S 166.617°E
金格角是南極洲的海岬，位於維多利亞地的博克格雷溫克海岸，是懷爾德冰川注入紐恩斯夫人灣的地方，美國地質調查局根據測量和該國海軍的空中照片繪入地圖。